# Parta humano generi
Parta humano generi ist der Titel eines Apostolischen Schreibens  von Papst Leo XIII., es wurde am 8. September 1901 veröffentlicht. In diesem Schreiben würdigt er besonders die Einweihung der Rosenkranzbasilika im Wallfahrtsort Lourdes.

## Rosenkranzbasilika

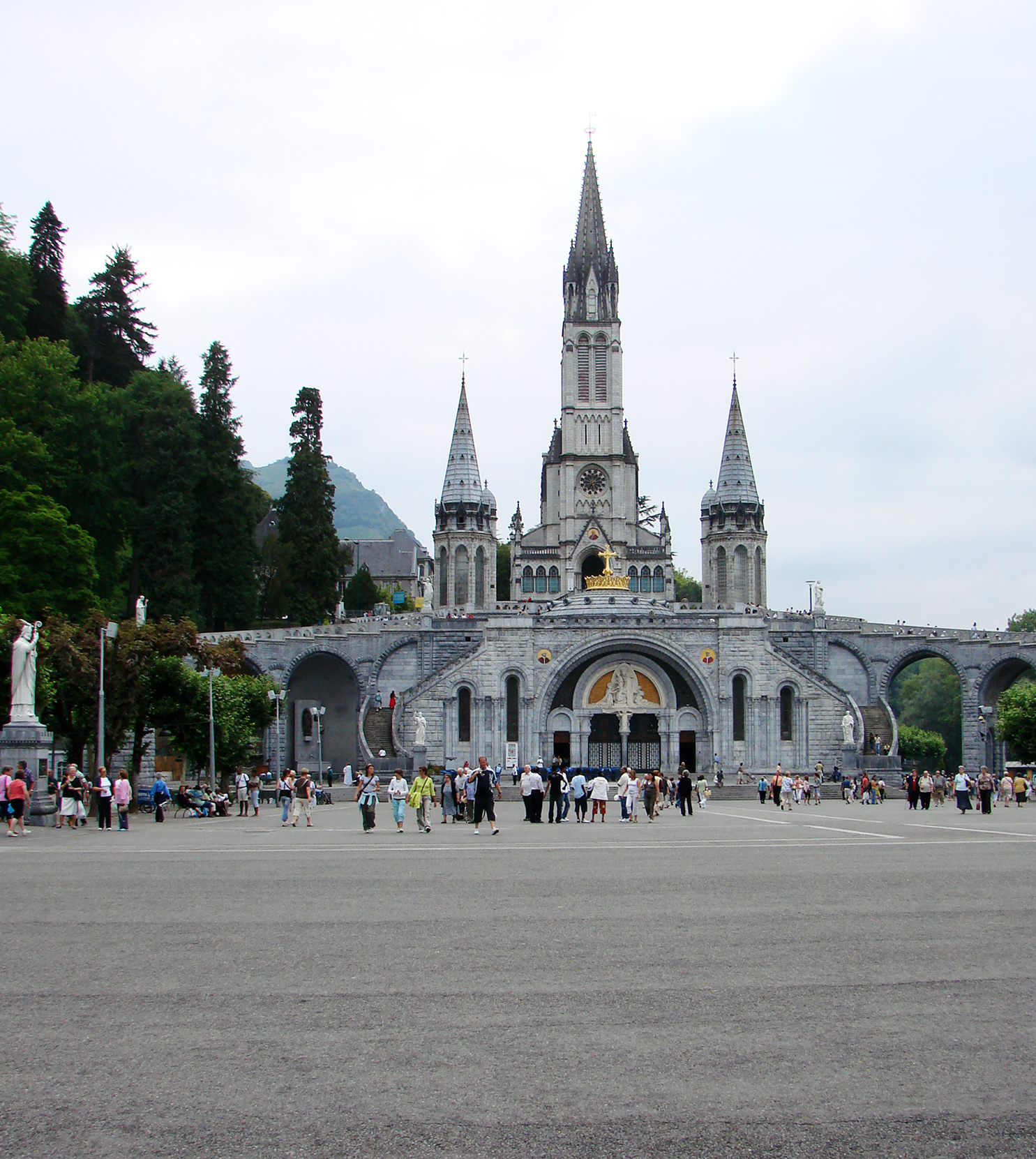
Rosenkranzbasilika in Lourdes

Im Wallfahrtsort Lourdes baute man von 1889 bis 1901 die Rosenkranzbasilika, die Weihung der Basilika und der fünfzehn Altäre in den Kirchen von Lourdes, waren für den Papst der Anlass, dieses Päpstliche Schreiben zu veröffentlichen. Es steht damit in einem direkten Zusammenhang mit dem Rosenkranz und den von ihm veröffentlichten Rosenkranzenzykliken (Supremi apostolatus officio (1883),  Superiore anno (1884),  Octobri mense (1891),  Magnae Dei matris (1892),  Laetitiae sanctae (1893),  Iucunda semper expectatione (1894),  Fidentem piumque animum (1896),  Augustissimae virginis mariae (1897)  und  Diuturni temporis (1898)).

## Gedenken an den Hl. Dominikus
Die Namengebung der Rosenkranzbasilika führte Leo XIII. auf Dominikus von Caleruega (Domingo de Guzmán) * 1170 † 1221, dem Gründer des Dominikanerordens zurück. Der Papst würdigte das Leben und Wirken dieses Ordensmannes, dessen Betätigungsfeld überwiegend im Süden Frankreichs, aber auch in den Pyrenäen, und somit in der Nähe von Lourdes, nachzuspüren sei. Dominikus soll den Rosenkranz aus der Hand der Gottesmutter Maria empfangen haben und wird deshalb auch mit einem Rosenkranz dargestellt.

## Über das Rosenkranzgebet
Er beschreibt nochmals die Gründe zur Namensgebung des Rosenkranzes und stellt die Bedeutung des Rosenkranzgebetes hervor.  Er beschreibt den Hl. Dominikus als einen Mann, dessen Wirken und dessen Verehrung Mariens, dazu geführt habe, das die Gottesmutter Maria ihm den Rosenkranz, im Gedenken an den Sohn Gottes, übergab. 

## Die Weihe der 15 Altäre in Lourdes
Die 15 Altäre stellen eine Verbindung zu den „Fünfzehn Geheimnissen“ des Rosenkranzes her. Ihn zu Beten, sei eine besondere Aufgabe im anstehenden Oktober. Gerade gegen die sich ausbreitende Häresie aber auch besonders gegen die Ketzerei und Lügen solle durch das Gebet die Hilfe und der Beistand der Jungfrau Maria erfleht werden.